# Fabio Casartelli
Fabio Casartelli (n. 16 august 1970, Como, Lombardia, Italia – d. 18 iulie 1995, Tarbes, Midi-Pyrénées, Franța) a fost un ciclist italian, medaliat olimpic. A participat la o ediție a Jocurilor Olimpice (1992) în care a câștigat o medalie de aur.